# Aleksandr Bondar
Aleksandr Bondar (ros. Александр Алексеевич Бондарь, ur. 2 września 1922 w stanicy Zmiejskaja w Osetii Północnej, zm. 14 maja 1992 w Armawirze) – radziecki lotnik wojskowy, pułkownik, Bohater Związku Radzieckiego (1944).

## Życiorys
Urodził się w rodzinie kozackiej. Po ukończeniu szkoły średniej w 1939 uczył się w aeroklubie, od marca 1941 służył w Armii Czerwonej, w 1942 ukończył wojskową lotniczą szkołę pilotów w Krasnodarze. Od października 1942 uczestniczył w wojnie z Niemcami, walczył jako lotnik, dowódca klucza i dowódca eskadry na Froncie Południowo-Zachodnim i 3 Ukraińskim, był dwukrotnie ranny. Brał udział w operacji Saturn i operacji charkowskiej, m.in. w walkach w rejonie Starobielska i Iziumu, bitwie o Dniepr w rejonie Zaporoża, w operacji nikopolskiej, krzyworoskiej i odeskiej, walkach na przyczółku dniestrowskim, operacji jassko-kiszyniowskiej i budapesztańskiej. Od 1944 należał do WKP(b). Do czerwca 1944 jako szturman (nawigator) 866 pułku lotnictwa myśliwskiego 288 dywizji lotnictwa myśliwskiego 17 Armii Powietrznej 3 Frontu Ukraińskiego w stopniu starszego porucznika wykonał 252 loty bojowe i stoczył 48 walk powietrznych, w których strącił osobiście 15 samolotów wroga. Kontynuował służbę w swoim pułku, otrzymał stopień kapitana, jednak jego karierę wojskową przerwał przypadek; 4 kwietnia 1945 w Austrii przypadkowym strzałem z pistoletu śmiertelnie ranił innego lotnika, Witalija Mikriukowa. 25 czerwca 1945 trybunał wojskowy 17 Armii Powietrznej skazał go za to na 8 lat pozbawienia wolności; później trybunał wojskowy Południowej Grupy Wojsk obniżył karę do 3 lat. Na podstawie postanowienia Prezydium Rady Najwyższej ZSRR z 7 lipca 1945 o amnestii związanej ze zwycięstwem w wojnie z Niemcami został zwolniony. Trybunał wnioskował o pozbawienie Bondara odznaczeń i początkowo naczelna prokuratura poparła ten wniosek, jednak rozstrzygnięcie tej kwestii było kilkakrotnie przekładane i ostatecznie w styczniu 1950 postanowiono zachować mu odznaczenia. Bondar służył w Siłach Powietrznych na Dalekim Wschodzie, otrzymał stopień pułkownika, w 1958 został zwolniony do rezerwy. Jego imieniem nazwano ulicę w jego rodzinnej miejscowości.

## Odznaczenia
- Złota Gwiazda Bohatera Związku Radzieckiego (19 sierpnia 1944)
- Order Lenina (19 sierpnia 1944)
- Order Czerwonego Sztandaru (30 lipca 1943)
- Order Aleksandra Newskiego (30 stycznia 1944)
- Order Wojny Ojczyźnianej I klasy (11 marca 1985)
- Order Czerwonej Gwiazdy (trzykrotnie, 22 lutego 1943, 30 grudnia 1956 i 23 stycznia 1957)